# Anatomia morderstwa

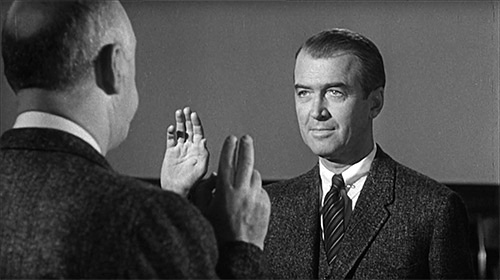
Scena z filmu

Anatomia morderstwa (ang. Anatomy of a Murder) – filmowy dramat sądowy produkcji amerykańskiej z 1959 roku na podstawie powieści Johna D. Voelkera. Obraz nominowany był w siedmiu kategoriach do Oscara.

## Obsada
| Paul Biegler | James Stewart        | Jan Kobuszewski      |
| Laura Manion | Lee Remick           | Ludmiła Łączyńska    |
| porucznik Manion | Ben Gazzara          | Andrzej Gawroński    |
| Parnell McCarthy | Arthur O’Connell     | Adam Mularczyk       |
| Maida Rutledge | Eve Arden            | Janina Niczewska     |
| Mary Pilant | Kathryn Grant Crosby | Elżbieta Kępińska    |
| Claude Dancer | George C. Scott      | Andrzej Łapicki      |
| Paquette | Murray Hamilton      | Tadeusz Pluciński    |
| prokurator Mitch Lodwick | Brooks West          | Witold Kałuski       |
| sędzia Weaver | Joseph N. Welch      | Bronisław Dardziński |
| wersja polska: Studio Opracowań Filmów w Warszawie reżyseria: Zofia Dybowska-Aleksandrowicz tekst: Krystyna Uniechowska-Dembińska, Jan Moes operator dźwięku: Zdzisław Siwecki montaż: Halina Kucharska |                      |                      |

## Nagrody i nominacje
32. ceremonia wręczenia Oscarów
- Najlepszy film – Otto Preminger (nominacja)
- Najlepszy scenariusz adaptowany – Wendell Mayes (nominacja)
- Najlepsze zdjęcia – film czarno-biały – Sam Leavitt (nominacja)
- Najlepszy montaż – Louis R. Loeffler (nominacja)
- Najlepszy aktor – James Stewart (nominacja)
- Najlepszy aktor drugoplanowy – Arthur O’Connell (nominacja)
- Najlepszy aktor drugoplanowy – George C. Scott (nominacja)

17. ceremonia wręczenia Złotych Globów
- Najlepszy dramat (nominacja)
- Najlepsza reżyseria – Otto Preminger (nominacja)
- Najlepsza aktorka dramatyczna – Lee Remick (nominacja)
- Najlepszy aktor drugoplanowy – Joseph N. Welch (nominacja)

13. ceremonia wręczenia nagród BAFTA
- Najlepszy film z jakiegokolwiek źródła – Otto Preminger (nominacja)
- Najlepszy aktor zagraniczny – James Stewart (nominacja)
- Najlepszy debiut aktorski – Joseph N. Welch (nominacja)